# Debbie Lesko
Debra Kay "Debbie" Lesko, nata Lorenz (Sheboygan, 14 novembre 1958), è una politica statunitense, membro della Camera dei Rappresentanti per lo stato dell'Arizona dal 2018 al 2025.

## Biografia
Nata nel Wisconsin, dopo gli studi all'Università del Wisconsin-Madison la Lesko lavorò come imprenditrice.
Entrata in politica con il Partito Repubblicano, nel 2008 fu eletta all'interno della Camera dei rappresentanti dell'Arizona, dove rimase per i successivi sei anni; successivamente, nel 2014 fu eletta nella camera alta della legislatura statale dell'Arizona, il Senato di stato.
Nel 2018 si candidò alle elezioni speciali indette per assegnare il seggio della Camera dei Rappresentanti lasciato da Trent Franks, coinvolto in uno scandalo; dopo essersi aggiudicata la nomination repubblicana tramite le primarie, la Lesko sconfisse di misura la candidata democratica Hiral Tipirneni e divenne deputata.
Debbie Lesko è una repubblicana di ideologia conservatrice.